# Comté de Madison (Kentucky)
Pour les articles homonymes, voir Comté de Madison.
Le comté de Madison est un comté situé dans l'État du Kentucky aux États-Unis. Son siège est Richmond.
Selon le recensement de 2010, sa population était de 82 916 habitants.
Il doit son nom à James Madison qui fut le quatrième Président des États-Unis.